# Amanitore

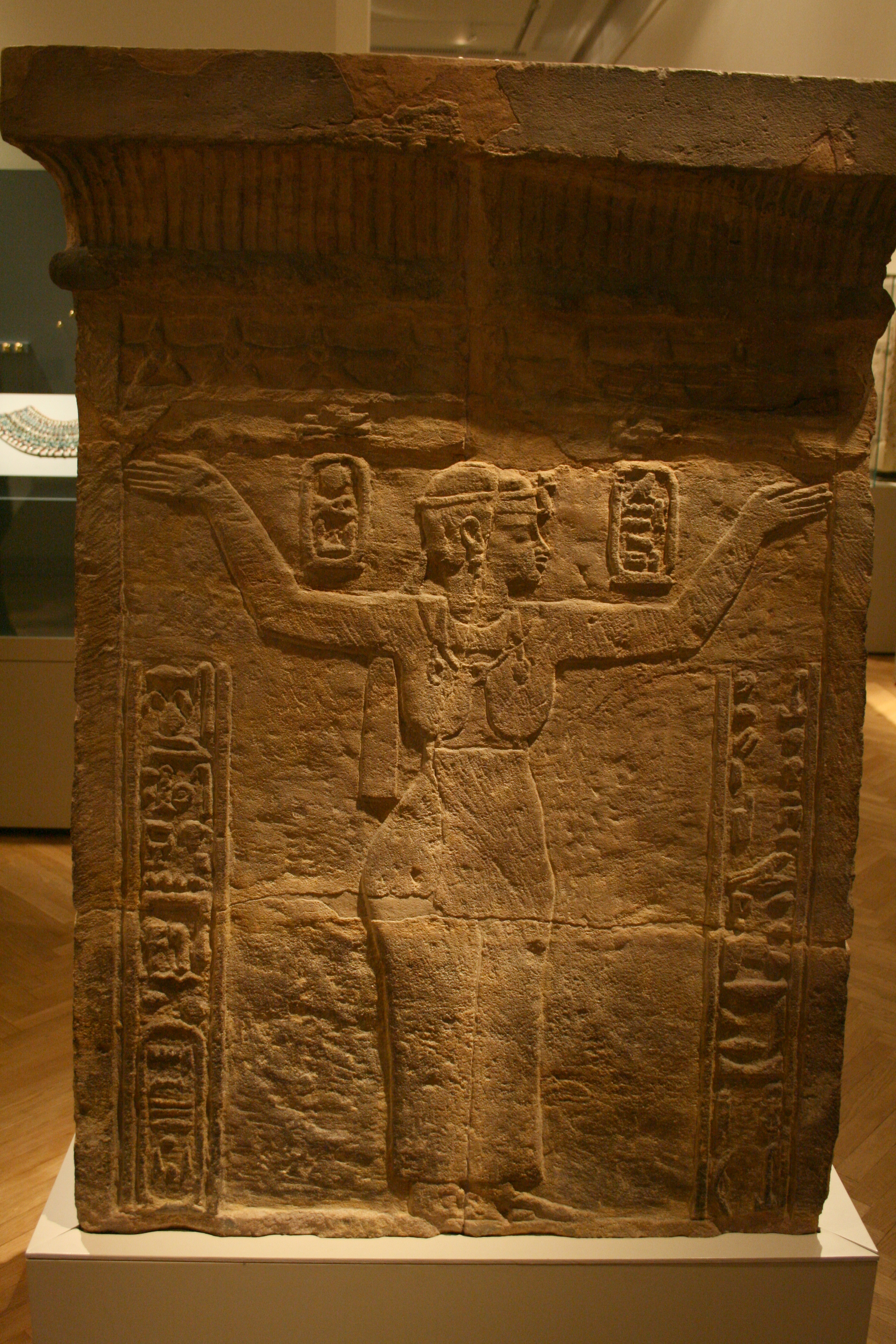
Amanitore i Wad ban Naqa.

Amanitore, 50 e.Kr., var regerande drottning, så kallad kandak, av det kushitiska kungariket Meroë i Nubien från 1 f.Kr. till 50 e.Kr. Hennes namn som monark var Merkare.

## Biografi
Amanitore tillträdde tronen år 1 f.Kr., och hennes efterträdare Amanitaraqide nämns som kung år 50. Hennes palats låg vid Gebel Barkal är nu ett av Unescos världsarv. Amanitore regerade över ett område som sträckte sig mellan Nilen och Atbarafloderna. 
Hon hyllas som regent i inskriptioner i ett flertal byggnader, så som ett tempel i Napata, i Meroë nära Shendi, och i templet Naqa Lion. Amanitore nämns som samregent till kung Natakamani, men källorna är oklara kring huruvida hon var hans mor eller hans hustru. Avbildningarna av dem båda tycks framställa henne som kungens mor snarare än hustru. 
Positionen som kandak eller drottning mycket mäktig inom den lokala hierarkin: kandaken kunde upphöja sin son till sin medhärskare, men hon kunde också avsätta honom och då befalla honom att begå självmord för att avsluta sin regering, en befallning han var tvungen att åtlyda. Amanitore tillhörde de sista stora byggarna i Kushrikena. Hon och hennes medregent lät återuppföra Amons tempel i Meroë och Napata sedan de hade förstörts av romarna, och uppföra nya Amontempel i Naqa och Amara. De lät också installera vattenreservoarer.  
Enligt vissa uppgifter nämns hon i Apostlagärningarna i bibeln i historien och Etiopiens konversion som "Kandace, etiopiernas drottning". 
Amanitore Har fått ett gott omdöme som härskare. Hon är begravd i sin egen pyramid vid Meroë.